# درازگودال میان‌کوهی
درازگودال میان‌کوهی (انگلیسی: Intermontane Trench) یک درازگودال (ژرف‌ناوهٔ) باستانی در دوره تریاس بود. این درازگودال احتمالاً طولی بین ۹۷۰ تا ۱٬۲۹۰ کیلومتر داشت و به صورت موازی با ساحل غربی آمریکای شمالی قرار داشت. اقیانوسی که این درازگودال در آن قرار داشت به نام اقیانوس کوه لغزان شناخته می‌شد.